# Rupprecht van Beieren
Rupprecht Maria Luitpold Ferdinand (München, 18 mei 1869 - Schloss Leutstetten, 2 augustus 1955) was als zoon van Lodewijk III de laatste kroonprins van Beieren tot 1918, toen Beieren werd omgezet in een republiek. In 1919, bij de afschaffing van de Duitse adel, werd zijn familienaam krachtens wet gewijzigd in Prinz von Bayern.

## Biografie
Gedurende de Eerste Wereldoorlog commandeerde hij het Duitse leger in Lotharingen. Hij sloeg de Franse aanval in de Slag om Lotharingen (augustus 1914) af en zette later die maand een tegenoffensief in. Het gelukte hem echter niet door de Franse linies te dringen en hij verbleef de rest van de oorlog aan het westfront. Hij ontving in 1916 de rang van veldmaarschalk en nam het bevel van de Legergroep Rupprecht op zich.
Rupprecht werd na de dood van zijn vader - die in 1918 was afgezet - in 1921 troonpretendent. Datzelfde jaar hertrouwde hij - 52 jaar oud - met de 30 jaar jongere Antonia van Luxemburg, dochter van groothertog Willem IV. Zijn eerste echtgenote Marie Gabriëlle in Beieren, dochter van Karel Theodoor in Beieren, was in 1912 gestorven.
De pretendent genoot in het monarchistische Beieren grote populariteit, hetwelk de Beierse regering in 1933 trachtte uit te buiten door hem als tegenwicht aan Adolf Hitler de troon aan te bieden. Hij verwierp dit plan echter als ongrondwettig en wenste na lang aarzelen ook de functie van Staatskommisar niet te aanvaarden. Hij ontvluchtte Beieren in 1938 en wist in 1944 ternauwernood aan arrestatie te ontkomen, waarop hij in Italië onderdook. Zijn tweede vrouw Antonia van Luxemburg; werd echter tot het eind van de Tweede Wereldoorlog in Buchenwald geïnterneerd. Ze overleefde het kamp, maar stierf echter later aan de gevolgen van haar gevangenschap.
Ter gelegenheid van Rupprechts vijfentachtigste verjaardag vonden in mei 1954 te München veertien dagen lang feesten plaats, waaraan ook de Beierse regering deelnam. Bij zijn staatsbegrafenis op 2 augustus 1955 werd de lijkstoet gevolgd door 20.000 mensen, terwijl nog 150.000 mensen langs de route stonden.
Rupprecht gold ook als jakobitisch pretendent voor de Engelse troon, maar heeft hier nooit werk van gemaakt. In 1911 woonde hij de kroning van George V bij, daarmee stilzwijgend de legitimiteit van het regerende Britse koningshuis erkennend.

## Huwelijk en kinderen
Hij trouwde op 10 juli 1900 met Marie Gabriëlle in Beieren, dochter van Karel Theodoor in Beieren. Ze kregen samen vier kinderen:
- Luitpold (8 mei 1901 - 27 augustus 1914)
- Irmingard Marie (21 september 1902 - 21 april 1903)
- Doodgeboren dochter (1903)
- Albrecht (3 mei 1905 - 8 juli 1996), trouwde met Maria Franziska von Trakostjan (8 maart 1904 - 10 juni 1969)
- Rudolf (30 mei 1909 - 26 juni 1912)

Als weduwnaar huwde hij op 7 april 1921 met de 30 jaar jongere Antonia van Luxemburg (1899-1954), een dochter van groothertog Willem IV. Het paar kreeg zes kinderen:
- Hendrik (28 maart 1922 – 14 februari 1958), trouwde met Anne-Marie de Lustrac (27 september 1927–1999)
- Irmgard (29 mei 1923 – 23 oktober 2010), trouwde met Lodewijk Karel van Beieren (22 juni 1913 – 17 oktober 2008)
- Edith (16 september 1924 – 4 mei 2013), huwde in 1946 Tomasso Maria Brunetti (18 december 1905 – 13 juli 1954), trouwde nadien een tweede maal in 1959 met Dr.Gustav Schimert (1910 - 1990)
- Hilda (24 maart 1926 – 5 mei 2002), trouwde met Juan Bradstock Edgart Lockett de Loayza (30 maart 1912 – 8 december 1987)
- Gabriele (10 mei 1927 – 19 april 2019), trouwde met Carl Herzog von Croÿ (11 oktober 1914 – 14 juni 2011)
- Sophie (20 juni 1935), trouwde met Johann Engelbert prins van Arenberg (14 juli 1921 – 15 augustus 2011)

## Onderscheidingen
- Pour le Mérite op 22 augustus 1915[2][3]
  - Eikenloof op 20 december 1916[2][3]
- Grootkruis in de Militaire Max Joseph-Orde op 23 augustus 1914[2]
- Grootmeester in de Huisridderorde van de Heilige Georg
- Grootmeester in de Huisridderorde van Sint-Hubertus
- IJzeren Kruis 1914, 1e klasse en 2e klasse
- Grootkruis in de Orde van Militaire Verdienste
  - Zwaarden in 1917
- Orde van de Zwarte Adelaar
- Frederikskruis
- Grootkruis in de Huisorde van Albrecht de Beer met Zwaarden
- Grootkruis in deMilitaire Karl-Friedrich-Verdienstorde
- Kruis voor Militaire Verdienste, 2e klasse
- Hanseatenkruis
  - Bremen
  - Hamburg
  - Lübeck
- Algemeen Ereteken
- Huisorde van Hohenzollern
- Ere oorlogskruis voor Heldendaden
- Kruis voor Oorlogsverdienste
- Huisridderorde van het Erekruis, 1e klasse met Zwaarden
- Militair Kruis van Verdienste, 1e klasse
- Grootkruis in de Saksisch-Ernestijnse Huisorde met Zwaarden
- Ereteken voor Verdienste in Oorlogstijd
- Militaire Orde van Sint-Hendrik
  - Grootkruis
  - Commandeurskruis met Ster
  - Ridderkruis
- Ridder Grootkruis in de Militaire Orde van Verdienste
- Orde van het Gulden Vlies
- Kruis voor Militaire Verdienste, 1e klasse met Oorlogsdecoratie
- Medaille voor Militaire Verdienste
- Ridder Grootkruis in de Orde van de Italiaanse Kroon in 1948
- Orde van de Aankondiging in 1948
- IJzeren Halve Maan
- Medaille van de Orde van de Eer in goud met Zwaarden
- Ridder Grootkruis in de Orde van Sint-Mauritius en Sint-Lazarus in 1948

## Militaire rang
- Portepee-Fähnrich: 7 augustus 1875[2]
- Leutenant: 8 augustus 1886[2]
- Premier-Lieutenant: 1 november 1891[2]
- Hauptmann: 17 mei 1893[2]
- Major: 4 juni 1896[2]
- Oberst-Lieutenant:[2]
- Oberst: 28 oktober 1899[2]
- Generalmajor: 7 oktober 1900[2]
- Generalleutnant: 11 juni 1903[2]
- General der Infanterie: 19 april 1906[2]
- Generaloberst: 4 februari 1913[2]
- Generalfeldmarschall: 25 juli 1916[2]

Frederik Karel van Pruisen · Frederik III van Pruisen · Eberhard Herwarth von Bittenfeld · Karl Friedrich von Steinmetz · Helmuth von Moltke · Albert van Saksen · Albrecht von Roon · Edwin von Manteuffel · Leonhard von Blumenthal · George van Saksen · Albert van Pruisen · Albrecht van Oostenrijk · Frans Jozef I van Oostenrijk · Alfred von Waldersee · Gottlieb von Haeseler · Wilhelm von Hahnke · Walter von Loë · Arthur van Connaught en Strathearn · Carol I van Roemenië · Max von Bock und Pollach · Alfred von Schlieffen · Colmar von der Goltz · George V van het Verenigd Koninkrijk · Frederik August III van Saksen · Constantijn I van Griekenland · Paul von Hindenburg · Karl von Bülow · Frederik van Oostenrijk · August von Mackensen · Lodewijk III van Beieren · Willem II van Württemberg · Rupprecht van Beieren · Leopold van Beieren · Albrecht van Württemberg · Ferdinand I van Bulgarije · Mehmed V van het Ottomaanse Rijk · Franz Conrad von Hötzendorf · Karel I van Oostenrijk · Hermann von Eichhorn · Remus von Woyrsch · August van Württemberg